# 앙리 바르뷔스

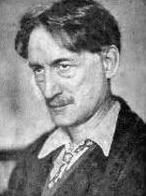

앙리 바르뷔스(Henri Barbusse, 프랑스어 발음: [ɑ̃ʁi baʁbys], 1873년 5월 17일 ~ 1935년 8월 30일)는 프랑스 소설가이자 프랑스 공산당원이었다. 그는 알베르트 아인슈타인의 평생 친구였다.

## 사망
모스크바에서 스탈린의 두 번째 전기를 쓰는 동안 바르뷔스는 폐렴에 걸려 1935년 8월 30일에 사망했다. 그의 장례식에는 500,000명이 참석했으며 그는 파리의 페르 라셰즈 묘지에 묻혔다.

## 수상
- 공쿠르상(1916년)

## 저서
- 《지옥(地獄)》(1908년)
- 《포화(砲火) : 분대 일지》(1916년)
- 《클라르테》(1919년)
- 《연쇄》(1925년)
- 《예수》(1927년)
- 《졸라》(1931년)
- 《스탈린》(1935년)